# Décembre 1792

## Événements
- Les troupes françaises commencent à rencontrer des difficultés. Des troubles éclatent dans les pays rhénans, en Belgique, à Nice. Retraite de l'armée du Rhin en Sarre. Avance des Autrichiens.

- 2 décembre : Chambon, nouveau maire de Paris, en remplacement de Jérôme Pétion.

- 3 décembre, France : débat sur le procès du roi.

- 4 décembre, France : une délégation belge se présente devant la Convention pour lui réclamer l’indépendance de la Belgique.

- 5 décembre : George Washington est réélu Président des États-Unis[1].

- 6 décembre : la commission dite « commission des Vingt-Un », dont le Girondin Valazé était le rapporteur, est chargée par la Convention nationale de présenter l'acte énonciatif des crimes dont Louis XVI serait accusé et la série de questions à poser au roi lors de son procès[2].

- 11 décembre, France : ouverture du procès de Louis XVI à la Convention, défendu par Desèze, Tronchet et Malesherbes.

- 15 décembre, France : la Convention, sous l'impulsion de Pierre Joseph Cambon, vote le Décret sur l'administration révolutionnaire française des pays conquis.

## Naissances
- 1er décembre : Nikolaï Ivanovitch Lobatchevski (mort en 1856), mathématicien russe.
- 20 décembre : Nicolas-Toussaint Charlet, peintre et graveur français († 30 décembre 1845).

## Décès
- 12 décembre : Denis Ivanovitch Fonvizine, dramaturge russe (1745-1792).